# پژواک‌یابی در جانوران

پژواک‌یابی در آب‌بازسانان. بخش بادامی شکل که نقش اصلی در فشرده‌سازی و فرستادن صدا دارد ملون خوانده می‌شود.

پژواک‌یابی در جانوران، که با نام‌های زیست‌سونار و بایوسونار نیز شناخته می‌شود، روشی مبتنی بر به کارگیری سونار توسط جانوران برای اهدافی چون موقعیت‌یابی، جهت‌یابی، و پیدا کردن طعمه است. جانورانی که پژواک‌یابی می‌کنند صدایی را به محیط دور خود گسیل می‌کنند و با گوش سپردن و تجزیه و تحلیل پژواک آن، موقعیت اشیا در محیط اطراف را متوجه می‌شوند.
چندین گونه جانور از پژواک‌یابی برای اهداف گوناگون بهره می‌گیرند. از جمله این جانوران می‌توان به خفاش‌ها و نهنگ‌های دندان‌دار اشاره کرد. دسته‌های کوچکتری از جانوران از جمله حشره‌خوران و دو گونه پرنده غارزی نیز توانایی به کارگیری پژواک‌یابی را دارند. این پرندگان نمونه‌های ساده‌تری از پژواک‌یابی را در مقایسه با آنچه خفاش‌ها و آب‌بازسانان دارا هستند، در هنگام پرواز میان درخت‌ها و غارهای محل زندگیشان به کار می‌برند.